# 饒延年
饒延年（?—?），字伯永，號止翁，江西崇仁人，南宋學者，為陸九淵弟子，陸九淵誇他胸襟開闊。以經學著稱，隱居不仕，輕財好義，鄉人德之。